# Фаза ходячого трупа
Фа́за ходя́чого тру́па — період уявного благополуччя при радіаційному опроміненні під час гострої променевої хвороби. Це період зовнішнього здоров'я, який триває від декількох годин до декількох днів після опромінення летальною дозою радіації (від 10 до 50 Грей).

## Причини
Фаза очевидного доброго стану здоров'я пов'язана із затримкою прояву вже наявних в організмі порушень. Наприклад, в той час, як кістковий мозок міг бути зруйнований і клітини кісткового мозку, які швидко діляться, вбиті радіацією, ефекти цього проявляються не відразу, а через деякий час. Інший приклад — непоправне ураження клітин травної системи, які швидко діляться, що може залишатися деякий час неочевидним, до тих пір поки клітини кишки не почнуть відділятися і виводитися з організму у вигляді кривавого проносу. Зрештою тканини кишки перестають виконувати функцію всмоктування поживних речовин з їжі, що тягне за собою виснаження організму. Те ж саме відбувається із клітинами імунної системи, які швидко розмножуються. Радіація фактично зупиняє виникнення нових кров'яних клітин шляхом руйнування кісткового мозку, проте організм ще здатний тимчасово функціонувати на старих клітинах крові, до тих пір, поки вони не вироблять свій ресурс.

## Прогноз
Прогноз стану людини у фазі ходячого трупа — болісна смерть. У процесі болісного вмирання можливі порушення свідомості і впадіння в коматозний стан.

## Лікування
Сучасна медицина в цьому випадку поки безсила. Симптоматична терапія зводиться до зменшення страждань шляхом ін'єкцій сильнодійних знеболювальних засобів — наркотичних та ненаркотичних анальгетиків.

## Інтернет-ресурси
- Ядерна Аварія. Відео